# Bolton Challenger
Il Bolton Challenger è stato un torneo professionistico di tennis giocato su campi in cemento indoor. Faceva parte dell'ATP Challenger Series. Si giocava annualmente a Bolton in Gran Bretagna.

## Albo d'oro

### Singolare
| Anno       | Campione         | Finalista              | Punteggio     |
| ---------- | ---------------- | ---------------------- | ------------- |
| 2004       | Marcos Baghdatis | Peter Wessels          | 6–1, 3–6, 6–2 |
| 2003- 2002 | Non disputato    | Non disputato          | Non disputato |
| 2001       | Olivier Rochus   | Dennis van Scheppingen | 6–4, 7–6(3)   |

### Doppio
| Anno       | Campioni                  | Finalisti                        | Punteggio     |
| ---------- | ------------------------- | -------------------------------- | ------------- |
| 2004       | Jeff Coetzee Jim Thomas   | Melle Van Gemerden Peter Wessels | 7–5, 6–3      |
| 2003- 2002 | Non disputato             | Non disputato                    | Non disputato |
| 2001       | Gilles Elseneer Wim Neefs | Lee Childs Mark Hilton           | 6–4, 6–3      |